# Echipa națională de fotbal a Germaniei de Est
Echipa națională de fotbal a Germaniei de Est a reprezentat Republica Democrată Germană în competițiile internaționale de fotbal și a fost controlată de Deutscher Fussballverband. Naționala s-a desființat în urma unificării dintre cele două republici germane.

## Participări la Campionatul Mondial
- 1950 — Nu a participat (RDG a devenit membră membră FIFA la 6 februarie 1951)
- 1954 — Nu a participat
- 1958 până în 1970 — Nu s-a calificat
- 1974 — Runda a doua
- 1978 până în 1990 — Nu s-a calificat

## Rezultate
| Rezultate obținute la Campionatul Mondial | Rezultate obținute la Campionatul Mondial | Rezultate obținute la Campionatul Mondial | Rezultate obținute la Campionatul Mondial |
| Anul                                      | Runda                                     | Scor                                      | Rezultat                                  |
| ----------------------------------------- | ----------------------------------------- | ----------------------------------------- | ----------------------------------------- |
| 1974                                      | Runda 1                                   | Germania de Est 2 – 0 Australia           | Victorie                                  |
| 1974                                      | Runda 1                                   | Germania de Est 1 – 1 Chile               | Egal                                      |
| 1974                                      | Runda 1                                   | Germania de Est 1 – 0 Germania de Vest    | Victorie                                  |
| 1974                                      | Runda 2                                   | Germania de Est 0 – 1 Brazilia            | Înfrângere                                |
| 1974                                      | Runda 2                                   | Germania de Est 0 – 2 Țările de Jos       | Înfrângere                                |
| 1974                                      | Runda 2                                   | Germania de Est 1 – 1 Argentina           | Egal                                      |

## Participări la Campionatul European
- 1960 până în 1988 — Nu s-a calificat
- 1992 — S-a retras din calificări

## Recordurile jucătorilor

### Jucătorii cu cele mai multe selecții
| #  | Jucător              | Perioadă  | Selecții |
| -- | -------------------- | --------- | -------- |
| 1  | Joachim Streich      | 1969-1984 | 102 (98) |
| 2  | Hans-Jürgen Dörner   | 1969-1985 | 100 (96) |
| 3  | Jürgen Croy          | 1967-1981 | 94 (86)  |
| 4  | Konrad Weise         | 1970-1981 | 86 (78)  |
| 5  | Eberhard Vogel       | 1962-1976 | 74 (69)  |
| 6  | Bernd Bransch        | 1967-1976 | 72 (64)  |
| 7  | Peter Ducke          | 1960-1975 | 68 (63)  |
| 8  | Martin Hoffmann      | 1973-1981 | 66 (62)  |
| =  | Lothar Kurbjuweit    | 1970-1981 | 66 (59)  |
| 10 | Ronald Kreer         | 1982-1989 | 65 (65)  |
| 11 | Gerd Kische          | 1971-1980 | 63 (59)  |
| 12 | Matthias Liebers     | 1980-1988 | 59 (59)  |
| 13 | Reinhard Häfner      | 1971-1984 | 58 (54)  |
| 14 | Jürgen Pommerenke    | 1972-1983 | 57 (53)  |
| 15 | Rainer Ernst         | 1981-1990 | 56 (56)  |
| =  | Henning Frenzel      | 1961-1974 | 56 (54)  |
| 17 | Jürgen Sparwasser    | 1969-1977 | 53 (48)  |
| 18 | Andreas Thom         | 1984-1990 | 51 (51)  |
| 19 | Hans-Jürgen Kreische | 1968-1975 | 50 (46)  |
| 20 | Ulf Kirsten          | 1985-1990 | 49 (49)  |
| 21 | Dieter Erler         | 1959-1968 | 47 (45)  |
| =  | Jörg Stübner         | 1984-1990 | 47 (47)  |
| 23 | René Müller          | 1984-1989 | 46 (46)  |
| =  | Dirk Stahmann        | 1982-1989 | 46 (46)  |
| 25 | Rüdiger Schnuphase   | 1973-1983 | 45 (45)  |

### Golgheteri
| #  | Jucător              | Goluri  |
| -- | -------------------- | ------- |
| 1  | Joachim Streich      | 55 (53) |
| 2  | Hans-Jürgen Kreische | 25 (22) |
| =  | Eberhard Vogel       | 25 (24) |
| 4  | Rainer Ernst         | 20 (20) |
| 5  | Henning Frenzel      | 19 (19) |
| 6  | Martin Hoffmann      | 16 (15) |
| =  | Jürgen Nöldner       | 16 (16) |
| =  | Andreas Thom         | 16 (16) |
| 9  | Peter Ducke          | 15 (15) |
| =  | Jürgen Sparwasser    | 15 (14) |
| 11 | Ulf Kirsten          | 14 (14) |
| 12 | Günter Schröter      | 13 (13) |
| 13 | Wolfram Löwe         | 12 (12) |
| =  | Dieter Erler         | 12 (12) |
| 15 | Willy Tröger         | 11 (11) |

### Jucători selecționați în echipa Germaniei de Est, dar și în echipa Germaniei (după 1990)
| Jucător         | Germania de Est | Germania de Est | Germania unificată | Germania unificată | Total    | Total  |
| Jucător         | Selecții        | Goluri          | Selecții           | Goluri             | Selecții | Goluri |
| --------------- | --------------- | --------------- | ------------------ | ------------------ | -------- | ------ |
| Ulf Kirsten     | 49              | 14              | 51                 | 20                 | 100      | 34     |
| Matthias Sammer | 23              | 6               | 51                 | 8                  | 74       | 14     |
| Andreas Thom    | 51              | 16              | 10                 | 2                  | 61       | 18     |
| Thomas Doll     | 29              | 7               | 18                 | 1                  | 47       | 8      |
| Dariusz Wosz    | 7               | 0               | 17                 | 1                  | 24       | 1      |
| Olaf Marschall  | 4               | 0               | 13                 | 3                  | 17       | 3      |
| Heiko Scholz    | 7               | 0               | 1                  | 0                  | 8        | 0      |
| Dirk Schuster   | 4               | 0               | 3                  | 0                  | 7        | 0      |

## Antrenori
- 1952–1953: Willi Oelgardt
- 1954:      Hans Siegert
- 1955–1957: János Gyarmati
- 1958–1959: Fritz Gödicke
- 1959–1961: Heinz Krügel
- 1961–1967: Károly Soós
- 1967–1969: Harald Seeger
- 1970–1981: Georg Buschner
- 1982–1983: Rudolf Krause
- 1983–1988: Bernd Stange
- 1988–1989: Manfred Zapf
- 1989–1990: Eduard Geyer